# Schizonycha squamulata
Schizonycha squamulata är en skalbaggsart som beskrevs av Brenske 1895. Schizonycha squamulata ingår i släktet Schizonycha och familjen Melolonthidae. Inga underarter finns listade i Catalogue of Life.